# Maydolong

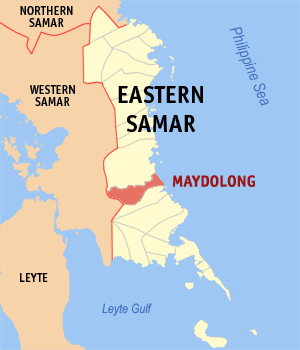
Bản đồ Đông Samar với vị trí của Maydolong

Maydolong là một đô thị hạng 4 ở tỉnh Đông Samar, Philippines. Theo điều tra dân số năm 2000, đô thị này có dân số 11.741 người trong 2.225 hộ.

## Các đơn vị hành chính
Maydolong được chia ra 20 barangay.
| - Camada - Campakerit (Botay) - Canloterio - Del Pilar - Guindalitan - Lapgap - Malobago - Maybocog - Maytigbao - Omawas | - Patag - Barangay Poblacion 1 - Barangay Poblacion 2 - Barangay Poblacion 3 - Barangay Poblacion 4 - Barangay Poblacion 5 - Barangay Poblacion 6 - Barangay Poblacion 7 - San Gabriel - Tagaslian |